# 丘科奇耶湖
丘科奇耶湖（俄語：Чукочье озеро）是俄羅斯的湖泊，位於科雷馬低地東北部，位於科雷馬河的左支流，由雅庫特共和國負責管轄，長23公里、寬10公里，面積120平方公里。